# 截半六階四面體堆砌
在雙曲幾何學中，截半六階四面體堆砌是一種完全填滿仿緊雙曲空間的幾何結構，是三維雙曲空間半正堆砌的一種，由正八面體和正三角形鑲嵌堆砌而成。

## 性質
截半六階四面體堆砌由正八面體和正三角形鑲嵌堆砌而成，其中正三角形鑲嵌在此處以無限面體的形式存在，其頂點皆位於極限球（雙曲三維極限圓）上。在這個幾何結構中，每個頂點都是六個正八面體和二個正三角形鑲嵌的公共頂點，換句話說，每個頂點周圍都環繞著六個正八面體和二個正三角形鑲嵌，頂點圖以六角柱表示。
截半六階四面體堆砌可由六階四面體堆砌切去所有頂點構成，正八面體即原本的正四面體胞被切去頂點的結果，在施萊夫利符號中用t1{3,3,6}或r{3,3,6}來表示其為{3,3,6}（六階四面體堆砌）經過截半的結果。
其考克斯特群為{\displaystyle {\bar {V}}_{3}}, [6,3,3]，也可以為{\displaystyle {\bar {P}}_{3}}, [3,3[3]]。

## 圖像
龐加萊模型的透視投影。

## 其他種類的截角
截半六階四面體堆砌是截去六階四面體堆砌的頂點建構出的幾何結構，然而，根據截去頂點的深度不同，可決定其幾何結構的性質。

### 截角六階四面體堆砌
在幾何學中，截角六階四面體堆砌表示經過截角變換的六階四面體堆砌，是一種完全填滿仿緊雙曲空間的幾何結構，是三維雙曲空間半正堆砌的一種，由截角四面體和正三角形鑲嵌堆砌而成，頂點圖以六角錐表示

### 小斜方截半六階四面體堆砌
小斜方截半六階四面體堆砌是另一種切割六階四面體堆砌的結果，就是將六階四面體堆砌的所有邊切去而得到，是一種完全填滿仿緊雙曲空間的幾何結構，也是三維雙曲空間半正堆砌的一種。

#### 性質
小斜方截半六階四面體堆砌由三種不同的胞所組成，分別是截半立方體、截半六邊形鑲嵌和六角柱。其頂點圖為正四面體。其在考克斯特

## 相關多胞體與堆砌
| 空間         | H3         | H3         | H3         | H3         | H3         | H3             | H3 |
| 形式         | 仿緊       | 仿緊       | 仿緊       | 仿緊       | 非緊       | 非緊           |    |
| 名稱         | r{3,3,6} · | r{4,3,6} · | r{5,3,6} · | r{6,3,6} · | r{7,3,6} · | ... r{∞,3,6} · |    |
| ------------ | ---------- | ---------- | ---------- | ---------- | ---------- | -------------- | -- |
| 圖像         |            |            |            |            |            |                |    |
| 胞 · {3,6} · | · r{3,3} · | · r{4,3} · | · r{6,3} · | · r{6,3} · | · r{∞,3} · | · r{∞,3} ·     |    |